# Gary Victor
Pour les articles homonymes, voir Victor.
Gary Victor, né le 9 juillet 1958 à Port-au-Prince, romancier, scénariste, journaliste et auteur haïtien. Fils du sociologue René Victor. Gary Victor est aujourd'hui l'un des romanciers les plus lus en Haïti[réf. nécessaire]. Après des études d'agronomie, il a exercé le métier de journaliste et occupe actuellement le poste de rédacteur en chef au quotidien Le Matin. Il est également scénariste pour la radio, le cinéma et la télévision.

## Biographie
Né à Port-au-Prince en 1958, Gary Victor est le fils du sociologue René Victor. Après des études d’agronomie, il travaille comme fonctionnaire entre autres au ministère de la Planification avant de devenir journaliste. De 1976 à 1983, Gary Victor publie des nouvelles dans le journal d'État, Le Nouveau Monde puis dans le quotidien Le Nouvelliste. Il y est chroniqueur de 1983 à 1990. Il est rédacteur en chef jusqu’en juin 2004 du quotidien Le Matin.
Gary Victor est également scénariste pour la télévision et la radio. Ses sketches radiophoniques au ton sans complaisance et son feuilleton télévisé sur les mœurs de la petite bourgeoisie haïtienne ne manque pas de faire quotidiennement les vagues sur les ondes. Il a travaillé en autres au Ministère de la Planification; directeur général du journal L'UNION en 1990; technicien au Conseil Électoral Provisoire en 1987, 1990 et 1995, et directeur général au Ministère de la culture de mars 1991 à septembre 1991. Il est aussi secrétaire général du Sénat de la république d'Haïti de 1996 à 2000.
Le 17 novembre 2020, à l'occasion de la septième édition du Marathon du livre, dans un échange avec des jeunes écoliers à la Direction nationale du livre (DNL), il indique aux jeunes qu'il a écrit son premier roman à l'âge de quinze ans.

## Œuvres
Gary Victor a publié au cours de sa carrière d'écrivain des romans, des nouvelles littéraires, des pièces théâtrales, un essai et des sketchs radiophoniques. 

### Romans
- Clair de Manbo. Port-au-Prince: Deschamps, 1990 ; La Roque-d’Anthéron (France): Vents d’Ailleurs, 2007.
- Un octobre d’Élyaniz. Port-au-Prince: Imprimeur II, 1992; Pétion-Ville: C3 Éditions, 2016.
- La piste des sortilèges. Port-au-Prince: Deschamps, 1996; Châteauneuf-le-Rouge: Vents d’Ailleurs, 2002, 2013.

- Le diable dans un thé à la citronnelle. Port-au-Prince: Imprimeur II, 1998.
- À l’angle des rues parallèles. Port-au-Prince: Imprimeur II, 2000; Châteauneuf-le-Rouge: Vents d’Ailleurs, 2003.
- Le cercle des époux fidèles. Port-au-Prince: Imprimeur II, 2002; Pétion-Ville: C3 Éditions, 2017.
- Je sais quand Dieu vient se promener dans mon jardin. La Roque-d’Anthéron (France): Vents d’Ailleurs, 2004.

- Le diable dans un thé à la citronnelle. La Roque d’Anthéron: Vents d’Ailleurs, 2005.
- Les cloches de la Brésilienne. La Roque d’Anthéron: Vents d’Ailleurs, 2006.
- Le Revenant 1. Port-au-Prince: L’Imprimeur II, 2007.
- Nuit albinos (polar fantastique et sarcastique). Port-au-Prince: Deschamps, 2008; Montréal: Mémoire d’encrier, 2016.
- Banal oubli. La Roque d’Anthéron: Vents d’Ailleurs, 2008[4].

- Le Revenant 2, La Pierre de Damballah. Port-au-Prince: L’Imprimeur II, 2009.
- Saison de porcs. Montréal: Mémoire d’encrier, 2009.
- Le sang et la mer. La Roque d’Anthéron: Vents d’ailleurs, 2010[5],[6].
- Soro. Port-au-Prince: Imprimeur II, 2011; Montréal: Mémoire d’encrier, 2011.
- Maudite éducation (d) . Paris: Philippe Rey, 2012. Montréal: Mémoire d’encrier, 2012.
- Collier de débris. Montréal: Mémoire d’encrier, 2013.

- Cures et châtiments. Montréal: Mémoire d’encrier, 2013.
- L’escalier de mes désillusions. Paris: Philippe Rey, 2014.
- Le sang et la mer II: Hérodiane. Port-au-Prince: Rhum Barbancourt, 2016.
- Les temps de la cruauté. Paris: Philippe Rey, 2017.
- Masi, 2018.
- Un homme dangereux, 2022.
- Le violon d'Adrien, 2023[7].
- Sakad, C3 éditions, 2024[8].

- Le diable dans un thé à la citronnelle', C3 Éditions, 2024

### Nouvelles
- Symphonie pour demain. Port-au-Prince: Fardin, 1981.
- Albert Buron, ou, Profil d’une « élite. » Tome 1. Port-au-Prince: Imprimeur II, 1988; Port-au-Prince: Deschamps, 1989.
- Sonson Pipirit, ou profil d’un homme du peuple. Port-au-Prince: Deschamps, 1989.
- Nouvelles interdites. Tomes 1 et 2. Port-au-Prince: Deschamps, 1989.
- Le Sorcier qui n’aimait pas la neige. Montréal: CIDIHCA, 1995.
- Albert Buron, ou, Profil d’une « élite. » Tome 2. Port-au-Prince: Imprimeur II, 1999.
- La chorale de sang. Port-au-Prince: Mémoire, 2001.
- Chroniques d’un leader haïtien comme il faut (les meilleures d’Albert Buron). Montréal: Mémoire d’encrier, 2006.
- Treize nouvelles vaudou. Préface d’Alain Mabanckou. Montréal: Mémoire d’encrier, 2007; réédition en format poche en 2022.
- Quand le jour cède à la nuit. La Roque d’Anthéron: Vents d’ailleurs, 2012.
- Dossiers interdits (tome 1). Port-au-Prince: L’Imprimeur II, 2012.
- Histoires entendues ou vécues dans un tap-tap. Pétion-Ville: C3 Éditions, 2013.
- Dossiers interdits (tome 2). Port-au-Prince: L’Imprimeur II, 2013.

Des larmes de soro. Des larmes de terre, des larmes de douleur, d'impuissance et de rage. Port au prince avait le faciès hagard des miracles.

### Théâtre
- Le jour où l’on vola ma femme, pièce jouée à Port-au-Prince en 2001.
- Anastase. Adaptation du roman, À l’angle des rues parallèles, jouée par le Petit Conservatoire dans une mise en scène de Daniel Marcelin en 2001 à Port-au-Prince.
- Nuit publique. Jouée par le Petit Conservatoire dans une mise en scène de Daniel Marcelin à Port-au-Prince, janvier et février 2003.
- Défilé, mis en scène par Ralf Civil, KTK, Haïti 2005.
- La Reine des Masques, monologue, joué et mis en scène par Natacha Jeune Saintil: Haiti, France, Guinée, Burkina, 2006-2007.
- Le Douzième Étage, monologue joué et mis en scène par Albert Moléon au Festival Quatre Chemins, Haïti, 2007.

### Essai
- Pour une littérature-monde, 2007

### Humour et société
- Les Chroniques d'un leader haïtien comme il faut (les meilleurs d'Albert Buron), 2006. Recueil des sketches radiophoniques diffusés sur les ondes de Radio Métropole à Port-au-Prince.

### Scénarios de cinéma
- 2001 : Piwouli et le Zenglendo d'Arnold Antonin.
- 2007 : Le president a-t-il le SIDA? d'Arnold Antonin.
- 2010 : Les amours d'un Zombi d'Arnold Antonin.

## Distinctions
Gary Victor a reçu pour son œuvre littéraire plusieurs distinctions. 
- 2001 : Chevalier de l'ordre national du Mérite de la République française pour son œuvre en langue française.
- 2003 : Prix de fiction du livre insulaire d'Ouessant pour À l’angle des rues parallèles.
- 2004 : Prix RFO du livre pour Je sais quand Dieu vient se promener dans mon jardin.
- 2008 : Prix littéraire des Caraïbes de l’ADELF, pour Les cloches de la Brésilienne.
- 2012 : Prix Casa de las Américas, pour Le sang et la mer.
- 2015 : Prix Carbet des Lycéens, pour L’escalier de mes désillusions.
- 2015 : Bourse Barbancourt.